# Radu Wielki
Radu IV Wielki (rum. Radu cel Mare, ur. 1467, zm. 1508) – hospodar wołoski w latach 1495–1508 z dynastii Basarabów.
Był synem Włada IV Mnicha, a bratankiem słynnego Włada Palownika. Tron objął po swoim ojcu. Podczas swojego panowania starał się utrzymywać dobre stosunki ze wszystkimi znaczącymi siłami politycznymi w okolicy – Węgrami, Polską, a także Imperium Osmańskim, z którym pokój musiał okupić zwiększeniem płaconego Stambułowi haraczu oraz obietnicą corocznej wizyty na dworze sułtańskim w celu złożenia hołdu. Za jego panowania ogromną rolę odgrywała rodzina Craiovești, która otrzymała wówczas w dziedziczny zarząd obszar Oltenii.
Radu Wielki był inicjatorem założenia w 1508 pierwszej drukarni na Wołoszczyźnie.
Pozostawił po sobie liczne potomstwo, z czego pięciu jego synów (trzech legalnych: Wład VII Vintila, Radu Paisie i Mircza Pastuch, oraz dwóch spoza związku małżeńskiego: Radu z Afumați i Radu Badica było później także hospodarami wołoskimi.